# Larry Perkins
Larry Perkins, né le 18 mars 1950 à Murrayville, est un ancien pilote automobile australien.

## Biographie
Larry Perkins débute en sport automobile à la fin des années 1960 et décroche en 1970, le championnat australien de Formule Vee. L'année suivante, il décroche le titre de champion australien de Formule Ford 1600 et, en 1972, devient champion australien de Formule 2. Fort de ces succès rapides, il s'exile en Europe et termine cinquième du Formule Ford Festival de Brands Hatch.
En 1973, il passe à la Formule 3 avec l'écurie Cowangie où il éprouve des difficultés avec son châssis GRD. Chris Amon, qui monte sa propre écurie, fait appel à lui pour passer en Formule 1. Au Grand Prix automobile d'Allemagne 1973, il se classe trentième et avant-dernier des qualifications, à près de vingt-deux secondes sur la qualification et à quarante-six secondes de la pole position de Niki Lauda, mais avec quarante secondes d'avance sur son patron, souffrant.
Il revient en Formule 3 en 1975, avec une Ralt, équipée d'un bloc Ford ou Toyota. Il remporte deux des six manches du premier championnat d'Europe, qu'il remporte également et termine cinquième du championnat de Grande-Bretagne.
En 1976, il retourne en Formule 1 avec la nouvelle écurie Boro, née d'un conflit entre ce sponsor et Ensign. Il progresse constamment en qualifications et se classe huitième du deuxième Grand Prix qu'il dispute mais l'écurie se retire du championnat après le Grand Prix d'Italie. Il termine la saison comme intérimaire chez Brabham où il dispute trois Grands Prix avec la BT45, en remplacement de Carlos Reutemann parti chez Ferrari.
En 1977, il devient le dernier pilote à conduire une BRM en Grand Prix. Après deux courses, il trouve refuge chez Surtees. Après s'être classé douzième en Belgique, il essuie deux non-qualifications et laisse le volant à son compatriote Vern Schuppan. Ce sera sa dernière apparition en Formule 1.
Il retourne en Australie disputer le championnat de Formule 5000. En 1979, alors qu'il ne signe aucune victoire, sa régularité lui permet de remporter le titre, le dernier de cette série. Il dispute également le championnat néozélandais de Formule Pacifique, remportant les courses de Teretonga et Wigram en 1978. L'année suivante il s'impose à deux reprises à Teretonga et passe ensuite au championnat australien en 1981, et remporte deux victoires lors de la manche d'ouverture à Lakeside.
La suite se compose de nombreuses courses de voitures de sport et de tourisme, avec comme point d'orgue le Bathurst 1000, qu'il remporte en 1982, 1983, 1984, 1993 et 1995, avec des Holden Commodore. Il termine quatrième des 24 Heures du Mans 1988 sur une Jaguar XJR-9 qu'il partage avec Kevin Cogan et Derek Daly. 
Il remporte d'autres victoires dans le championnat australien de tourisme : Lakeside en 1994, Sandown Park en 1995, Philip Island en 1996, Queensland Raceway en 1999, avant de prendre finalement sa retraite en 2003, à l'âge de 53 ans, avec une quatrième place finale dans un championnat qu'il n'a jamais remporté. 
Il officie maintenant en tant que directeur de l'équipe Perkins Engineering.

## Résultats en championnat du monde de Formule 1
| Saison | Écurie                                   | Châssis                | Moteur                       | Pneus     | GP disputés | Points inscrits | Classement |
| ------ | ---------------------------------------- | ---------------------- | ---------------------------- | --------- | ----------- | --------------- | ---------- |
| 1974   | Chris Amon Racing                        | Amon AF101             | Ford V8                      | Firestone | 0           | 0               | n.c.       |
| 1976   | HB Bewaring Alarm Systems Martini Racing | Boro 001 Brabham BT45  | Ford V8 Alfa Romeo 12 à plat | Goodyear  | 6           | 0               | n.c.       |
| 1977   | Stanley BRM Team Surtees                 | BRM P201B Surtees TS19 | BRM V12 Ford V8              | Goodyear  | 3           | 0               | n.c.       |

## Résultats aux 24 heures du Mans
| Année | Châssis            | Écurie              | Coéquipier                      | Résultat |
| ----- | ------------------ | ------------------- | ------------------------------- | -------- |
| 1978  | Porsche Carrera RS | Charles Ivey Racing | Gordon Spice/John Rullon Miller | 14e      |
| 1984  | Porsche 956        | Team Australia      | Peter Brock                     | Abandon  |
| 1988  | Jaguar XJR-9 LM    | Silk Cut Jaguar     | Kevin Cogan/Derek Daly          | 4e       |